# 30 Dywizja Piechoty (austro-węgierska)

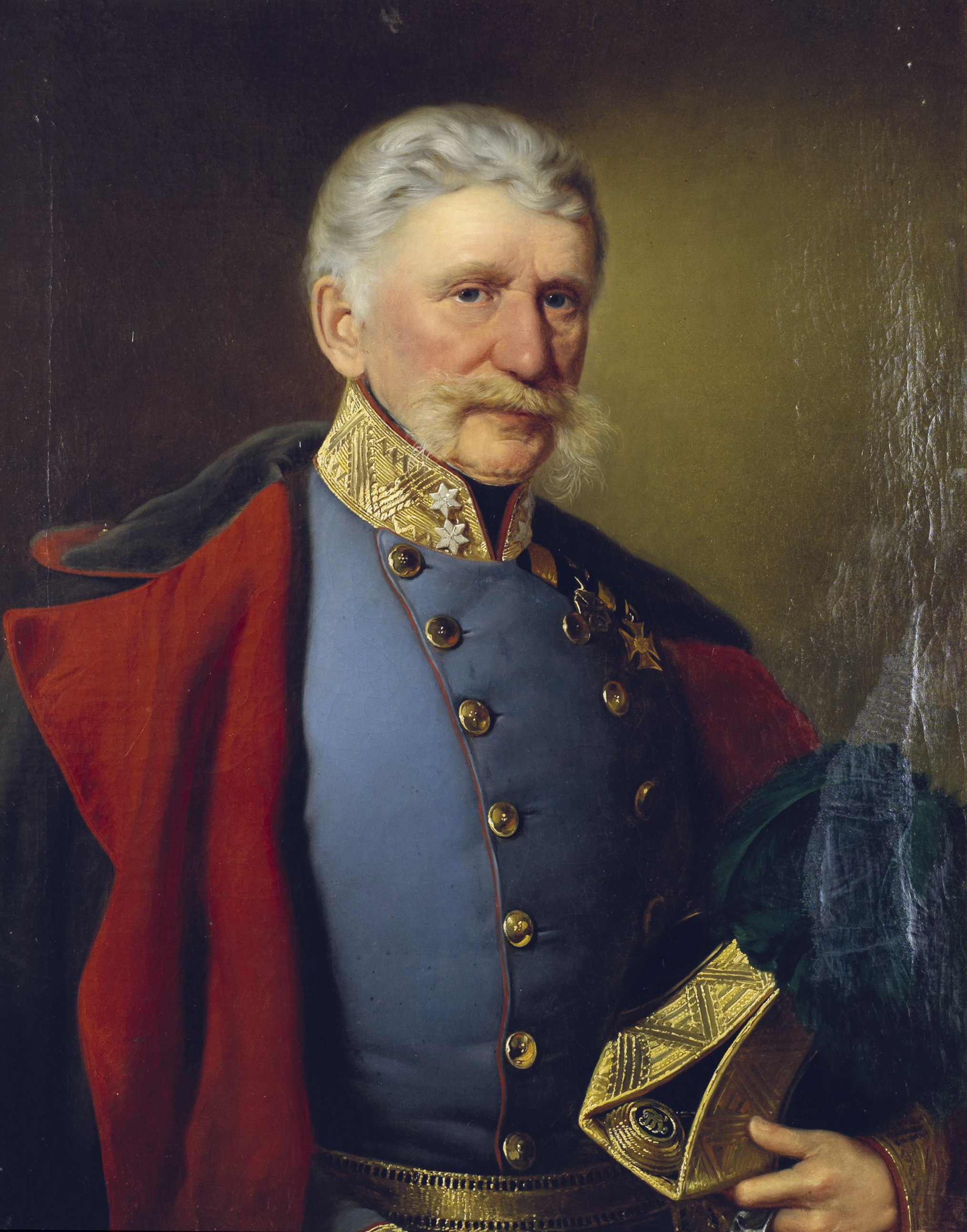
FML Julius Manger von Kirchsberg

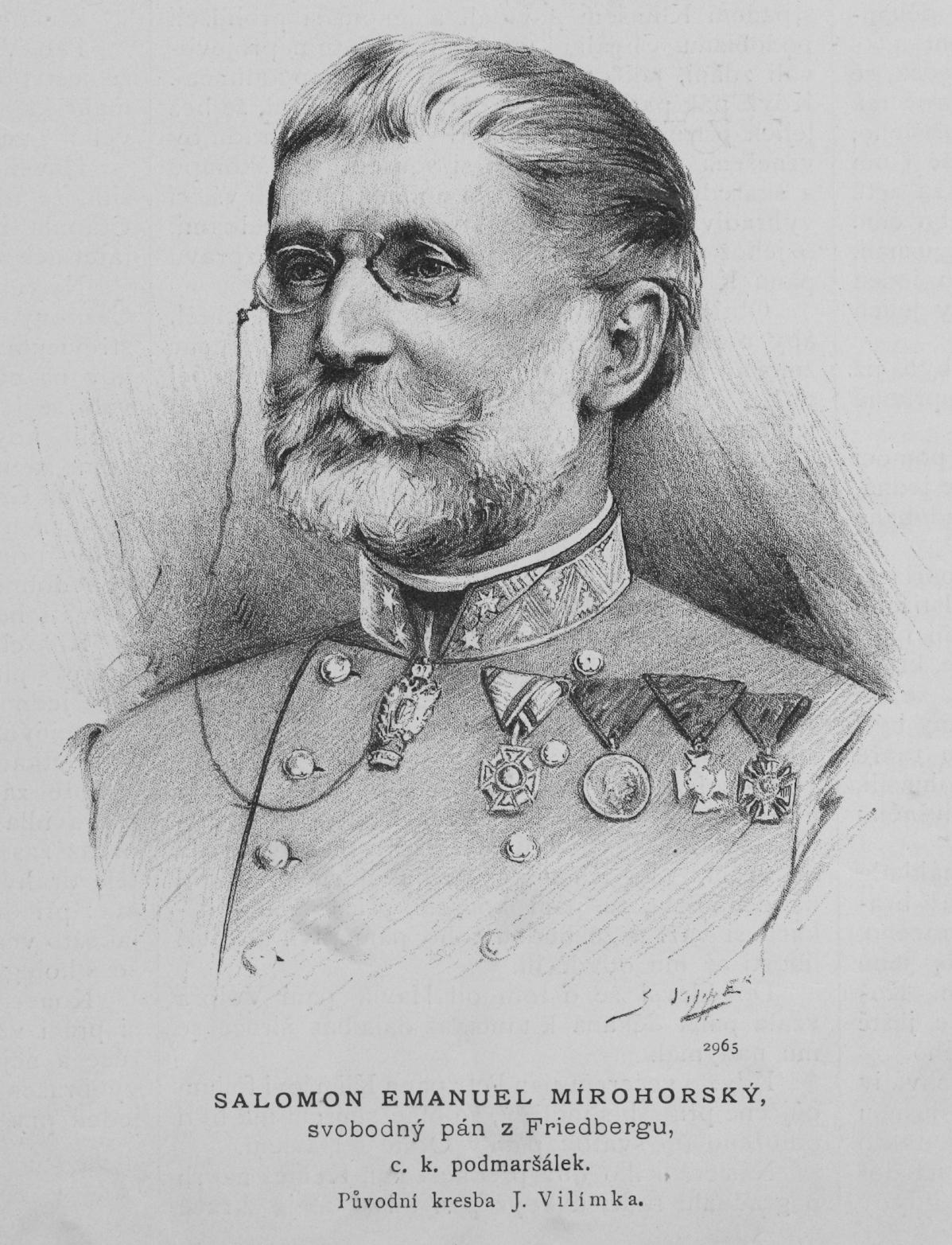
FML Emanuel Salomon von Friedberg

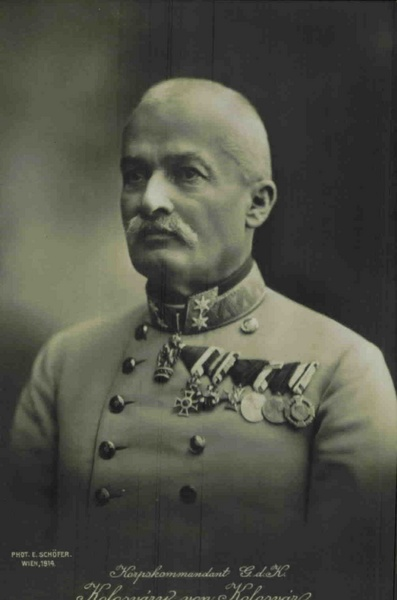
FML Desiderius Kolossváry de Kolosvár

30 Dywizja Piechoty (XXX. Inf.-Truppen-Div., 30. Inf.-Trup.-Div., 30. ITDiv.) – wielka jednostka piechoty cesarskiej i królewskiej Armii.

## Historia dywizji
W 1871 roku została utworzona 30 Dywizja Piechoty z komendą w Krakowie. W skład dywizji włączono jedną z trzech brygad należących do XII Dywizji, stacjonującą w Krakowie oraz Brygadę Lokalną we Lwowie.
W 1873 roku komenda dywizji została przeniesiona z Krakowa do Lwowa. Komenda 1 Brygady Piechoty w Krakowie została zlikwidowana. W skład dywizji włączono 2 Brygadę Piechoty w Czerniowcach należącą do 24 Dywizji Piechoty, którą jednocześnie przemianowano na 1 Brygadę Piechoty. 
W 1876 roku 1 Brygada w Czerniowcach została przemianowana na 59 Brygadę Piechoty (59. IBrig.), a 2 Brygada we Lwowie na 60 Brygadę Piechoty (60. IBrig.)
| Organizacja pokojowa dywizji w 1906 roku                            | Organizacja pokojowa dywizji w 1906 roku                 |
| ------------------------------------------------------------------- | -------------------------------------------------------- |
| Komenda 30 Dywizji Piechoty we Lwowie                               |                                                          |
| 59 Brygada Piechoty w Czerniowcach                                  | 60 Brygada Piechoty we Lwowie                            |
| Galicyjsko-Bukowiński Pułk Piechoty Nr 24 (1., 2., 3., 4. batalion) | Galicyjski Pułk Piechoty Nr 55 (1., 2., 3., 4. batalion) |
| Bukowiński Pułk Piechoty Nr 41 (1., 2., 3., 4. batalion)            | Galicyjski Pułk Piechoty Nr 95 (1., 2., 3., 4. batalion) |

W 1907 roku IR. 55 z Tarnopola został przeniesiony do 21 Brygady Piechoty należącej do 11 Dywizji Piechoty, natomiast komendantowi 60. IBrig. podporządkowano 1. batalion IR. 58 ze Stanisławowa i Batalion Strzelców Polnych Nr 23 z Trembowli, które do tego czasu wchodziły w skład 22 Brygady Piechoty 11. ITDiv..
W 1908 roku dokonano kolejnych zmian w organizacji dywizji. IR. 24 (bez 1. batalionu) został przeniesiony do Wiednia i włączony w skład 50 Brygady Piechoty należącej do 25 Dywizji Piechoty. W składzie 59 IBrig. pozostał 1. batalion IR. 24 w Kołomyi. 60 IBrig. została wzmocniona przez gros IR. 58 (bez. 4. batalionu), natomiast 2. batalion IR. 95 został przeniesiony ze Lwowa do Kotoru i przekazany w podporządkowanie komendanta 14 Brygady Górskiej (Komenda Wojskowa Zadar). Ponadto komendantowi dywizji podporządkowano dwa pułki armat polowych (niem. Feldkanonenregiment) stacjonujące w garnizonie Stanisławów: FKR. 31 i FKR. 33. Oba pułki pod względem wyszkolenia podlegały równolegle komendantowi 11 Brygady Artylerii Polowej.
W 1910 roku ze składu dywizji ubył Batalion Strzelców Polnych Nr 23, przeniesiony z Trembowli do Pančeva, a w jego miejsce przybył z Bańskiej Bystrzycy do Trembowli Batalion Strzelców Polnych Nr 32 i został podporządkowany komendantowi 60 Brygady Piechoty.
W 1912 roku w skład artylerii dywizyjnej został włączony Dywizjon Ciężkich Haubic Nr 11 we Lwowie.
| Organizacja pokojowa dywizji w latach 1912–1914 | Organizacja pokojowa dywizji w latach 1912–1914                     |
| ----------------------------------------------- | ------------------------------------------------------------------- |
| Komenda 30 Dywizji Piechoty we Lwowie           |                                                                     |
| 59 Brygada Piechoty w Czerniowcach              | 60 Brygada Piechoty we Lwowie                                       |
| Pułk Piechoty Nr 41 (1., 2., 3., 4. batalion)   | Pułk Piechoty Nr 58 (bez 4. batalionu)                              |
| 1. batalion Pułku Piechoty Nr 24 w Kołomyi      | Pułk Piechoty Nr 95 (bez 2. batalionu)                              |
|                                                 | Batalion Strzelców Polnych Nr 32 w Trembowli                        |
| 31 Pułk Armat Polowych w Stanisławowie          | 33 Pułk Armat Polowych w Stanisławowie (2. dywizjon w Czerniowcach) |
| Dywizjon Ciężkich Haubic Nr 11 we Lwowie        |                                                                     |

## Kadra dywizji
Komendanci dywizji
- gen. mjr / FML Julius Johannes Ritter Manger von Kirchsberg (1872[13] – 1 VI 1874[2] → stan spoczynku)
- FML Joseph Wilhelm Freiherr von Gallina (1874[14] – 1 IX 1878[15] → stan spoczynku)
- FML Emanuel Josef August Franz Karl Freiherr Salomon von Friedberg (1878[16] – 1 XI 1883[17] → stan spoczynku)
- gen. mjr Leopold Emanuel Ludwig Prinz von Croÿ-Dülmen (1883[18])
- FML Emanuel von Rehberger (1904 – 1 V 1905 → stan spoczynku)
- FML Carl Esch (1905 – 1 V 1906 → urlopowany)
- FML Adalbert Wojtêch (1906 – 1907)
- FML Desiderius Kolossváry de Kolosvár (1907 – 1911 → komendant 11 Korpusu)
- FML Robert Altmann (1911 – 1 XII 1912 → stan spoczynku)
- gen. mjr / FML Siegmund von Gerhauser (1912 – 1914[12])

Komendant 1. Brygady w Krakowie, od 1873 w Czerniowcach (od 1876 – 59 Brygada Piechoty)
- gen. mjr Ludwig Fröhlich von Elmbach und Groara[a] (1872[21] – 1873)
- gen. mjr Wilhelm Baillou (1873[22] → komendant 2 Brygady XII Dywizji Piechoty)
- gen. mjr Maximilian Baumgarten (1873[3] – 1876)
- gen. mjr Friedrich August Hermenegild Eckardt-Francesconi von Tiefenfeld (1906 – 1907)

Komendant 2. Brygady we Lwowie (od 1876 – 60 Brygada Piechoty)
- gen. mjr Carl von Magdeburg[b] (1872[24] – 1874 → zastępca generała dowodzącego Dowództwem Generalnym w Grazu)
- gen. mjr Cosmas Bogutovac (1874–1875)
- płk Franz Latterer von Lintenburg (1876)
- gen. mjr Viktor Barleon (1906 – 1907 → generał przydzielony do 13 Korpusu)
- płk Heinrich Fath (1907)

Szefowie sztabu
niem. Generalstabschef (Glstbchef)
- mjr / ppłk SG Mieczysław Zaleski (do 1905 → komendant 4. batalionu IR. 56)
- mjr SG August von Zeidler (1905 – 1907)

Szefowie sanitarni
niem. Chef-arzt 30. ITDiv.
- starszy lekarz sztabowy 2. klasy Johann Spitzer (do 1905 → lekarz garnizonu Stanisławów)
- lekarz sztabowy / starszy lekarz sztabowy 2. klasy Leopold Szyjkowski (1905 – 1913)